# Vuelta a España 2016
La 71.ª edición de la Vuelta a España se disputó desde el 20 de agosto hasta el 11 de septiembre de 2016, entre las localidades de Laias (Cenlle, provincia de Orense) y Madrid, con un recorrido total aproximado de 3315,4 km repartidos en 21 etapas. Nueve localidades fueron salidas inéditas en 2016: Balneario de Laias, Marín, Betanzos, Monforte de Lemos, Maceda, Villalpando, Cistierna, Colunga, Los Corrales de Buelna, Urdax, Alcañiz, Requena y Jávea.
Entre las actividades relacionadas con la disputa de la Vuelta destacó la segunda edición de la carrera femenina profesional de un día denominada oficialmente Madrid Challenge by La Vuelta de categoría UCI WorldTour Femenino, creado ese año, siendo además la carrera final de dicha competición. (Ver: Madrid Challenge by La Vuelta 2016)

## Recorrido
La Vuelta recorrió las cuatro provincias gallegas en la primera semana. Tras el esfuerzo colectivo de 29,4 kilómetros se conocerá al encargado de quitar el precinto al primer maillot rojo. Ya en marcha, la primera etapa en línea entre Orense y Bayona dará la primera opción a los sprinters y precederá al primer gran aliciente, el Mirador de Ézaro, lugar espectacular donde se impuso Purito Rodríguez en 2012. Ahí no finalizará el espectáculo, pues la carrera llega a un lugar inédito, San Andrés de Teixido, ya con tres puertos previos. 
Tras salir de Galicia llegará el turno para la provincia de Zamora, con meta en Puebla de Sanabria, una jornada previa al inicio de la montaña de León, Asturias y Cantabria, donde se podrán sacar las primeras conclusiones de los aspirantes al podio. La ronda regresa a una de las rampas de nuevo cuño que ya han impactado: La Camperona, en León, que solo se ha subido en la edición de 2014. Una ascensión dura, como para que los favoritos tengan que emplearse a fondo. Un lugar especial que inicia una traca de cuatro finales en alto consecutivos que se completan en Asturias y Cantabria con los finales en el Naranco, Lagos de Covadonga y Peña Cabarga, aunque antes de llegar a esta última meta, el pelotón disfrutará del primer día de descanso. Luego al País Vasco, a revivir la inolvidable etapa de 2011 con el triunfo de Igor Antón en Bilbao, escenario de la duodécima etapa, con el doble paso por El Vivero incluido. Un día después se disputará la jornada más larga en una edición de cortas jornadas: 212 kilómetros entre la capital de Vizcaya y Urdax-Dantxarinea, en Navarra, a un paso de la frontera con Francia. La fase decisiva empezará con la "súper-etapa" que finalizará en el Aubisque, en territorio francés, un guiño al Tour, que por algo su empresa organizadora, ASO, también es principal responsable de La Vuelta. 
Una jornada de la grande boucle, con 4 puertos, tres de primera y uno de categoría especial. Por primera vez la ronda española llega al Aubisque, allí donde el 2007 se impuso el danés Michael Rasmussen, antes de ser eliminado por su equipo y de que Contador se enfundara el maillot amarillo de su primer Tour. Ese día también se subirá la Marie Blanque. Del Pirineo francés al español, con la etapa más corta, la decimoquinta, entre Sabiñánigo y Formigal, de solo 120 kilómetros, antes de reencontrarse con la costa en Peñiscola, donde los sprinters reivindicarán su existencia. Llegará la segunda jornada de descanso. La última semana será de infarto. Javier Guillén, director de La Vuelta, habla maravillas de la inédita cima de Más de la Costa, en Castellón, una subida de 4 kilómetros con rampas del 23 por ciento "que hará historia". 
Tras otra jornada para velocistas en Gandía, el maillot rojo se terminará de discutir con el reloj y la montaña como testigos. A tres días de llegar a Madrid la cronometrada de 39 kilómetros en Calpe puede resultar decisiva. Los especialistas se frotan las manos en esa cita contra el crono, pero un día después, el penúltimo de La Vuelta, el Alto de Aitana puede guardar las emociones que anhela la organización. Jornada de 184 kilómetros con un puerto de categoría especial, 3 de segunda y 1 de tercera. Al final, 22 kilómetros de subida que salvarán un desnivel de 1.280 metros, a una media del 5,7 por ciento. Finalmente, desde Alicante se irá hasta Madrid, en concreto en el municipio madrileño de Las Rozas de Madrid donde comenzará la última etapa de La Vuelta, de 102,5 kilómetros y una perfecta llegada para los sprinters.

## Participantes

### Equipos
Tomaron parte en la carrera 22 equipos: los 18 UCI ProTeam (al tener asegurada y ser obligatoria su participación), más 4 equipos Profesionales Continentales invitados por la organización. Formando así un pelotón de 198 ciclistas (el límite de ciclistas para carreras profesionales) de 9 corredores cada equipo. Los equipos participantes fueron:
| WorldTeams (18)- AG2R La Mondiale - Astana - BMC Racing Team - Cannondale-Drapac - Dimension Data - Etixx-Quick Step - FDJ - Giant-Alpecin - IAM Cycling - Katusha - Lampre-Merida - Lotto-Soudal - Lotto NL-Jumbo - Movistar Team - Orica-BikeExchange - Sky - Tinkoff - Trek-Segafredo Equipos continentales profesionales (4)- Bora-Argon 18 - Cofidis, Solutions Crédits - Direct Énergie - Caja Rural-Seguros RGA |
| |

### Favoritos
Los principales candidatos a ganar el jersey rojo de la Vuelta a España son el español Alberto Contador, que pese a que cuenta con una corta preparación, llega a la Vuelta con las piernas más frescas luego de su retiro por lesión del Tour; el británico Chris Froome que tras ganar su 3.º Tour de Francia se considera el más fuerte del pelotón, además de contar con el equipo y el bloque más potente; y el colombiano Nairo Quintana, que aunque viene ser tercero en el Tour, sigue siendo uno de los ciclistas más potentes del pelotón y acude a la Vuelta para curar sus heridas.
En una segunda escala se encuentran: Steven Kruijswijk, Esteban Chaves, Jean-Christophe Péraud, Andrew Talansky, Louis Meintjes, Alejandro Valverde, Warren Barguil, Tejay Van Garderen y David Arroyo. En una tercera escala, aunque sus nombres no son tan llamativos y no son tan favoritos pero pueden dar la sorpresa, se encuentran: Igor Antón, Pierre Rolland, Rein Taaramäe, Miguel Ángel López, José Mendes, Michele Scarponi, Gianluca Brambilla, Robert Gesink,  Samuel Sánchez y Darwin Atapuma.

## Etapas
De las 21 etapas, 13 serán de media y alta montaña, con 10 llegadas en alto. Además contará con 6 etapas planas y 2 contrarreloj, la primera de ellas por equipos.
| Etapa      | Fecha     | Recorrido                              | type                     | Distancia (km) | Ganador             | Líder                   |
| ---------- | --------- | -------------------------------------- | ------------------------ | -------------- | ------------------- | ----------------------- |
| 1.ª etapa  | 20 de ago | Cenlle – Castrelo de Miño              | contrarreloj por equipos | 27,8           | Sky                 | Peter Kennaugh          |
| 2.ª etapa  | 21 de ago | Orense – Bayona                        | etapa llana              | 160,8          | Gianni Meersman     | Michał Kwiatkowski      |
| 3.ª etapa  | 22 de ago | Marín – Mirador de Ézaro               | etapa de media montaña   | 176,4          | Alexandre Geniez    | Rubén Fernández Andújar |
| 4.ª etapa  | 23 de ago | Betanzos – San Andrés de Teixido       | etapa de media montaña   | 163,5          | Lilian Calmejane    | Darwin Atapuma          |
| 5.ª etapa  | 24 de ago | Vivero – Lugo                          | etapa escarpada          | 171,3          | Gianni Meersman     | Darwin Atapuma          |
| 6.ª etapa  | 25 de ago | Monforte de Lemos – Nogueira de Ramuín | etapa de media montaña   | 163,2          | Simon Yates         | Darwin Atapuma          |
| 7.ª etapa  | 26 de ago | Maceda – Puebla de Sanabria            | etapa escarpada          | 158,5          | Jonas Van Genechten | Darwin Atapuma          |
| 8.ª etapa  | 27 de ago | Villalpando – La Camperona             | etapa de montaña         | 181,5          | Serguéi Lagutín     | Nairo Quintana          |
| 9.ª etapa  | 28 de ago | Cistierna – Monte Naranco              | etapa de media montaña   | 164,5          | David de la Cruz    | David de la Cruz        |
| 10.ª etapa | 29 de ago | Lugones – Lagos de Covadonga           | etapa de montaña         | 188,7          | Nairo Quintana      | Nairo Quintana          |
|            | 30 de ago | Día de descanso                        | Día de descanso          |                |                     |                         |
| 11.ª etapa | 31 de ago | Colunga – Peña Cabarga                 | etapa de media montaña   | 168,6          | Chris Froome        | Nairo Quintana          |
| 12.ª etapa | 1 de sep  | Corrales de Buelna, Los – Bilbao       | etapa de media montaña   | 193,2          | Jens Keukeleire     | Nairo Quintana          |
| 13.ª etapa | 2 de sep  | Bilbao – Urdax                         | etapa escarpada          | 213,4          | Valerio Conti       | Nairo Quintana          |
| 14.ª etapa | 3 de sep  | Urdax – Col d'Aubisque                 | etapa de montaña         | 196            | Robert Gesink       | Nairo Quintana          |
| 15.ª etapa | 4 de sep  | Sabiñánigo – Aramón Formigal           | etapa de montaña         | 118,5          | Gianluca Brambilla  | Nairo Quintana          |
| 16.ª etapa | 5 de sep  | Alcañiz – Peñíscola                    | etapa llana              | 156,4          | Jean-Pierre Drucker | Nairo Quintana          |
|            | 6 de sep  | Día de descanso                        | Día de descanso          |                |                     |                         |
| 17.ª etapa | 7 de sep  | Castellón de la Plana – Lucena del Cid | etapa de montaña         | 177,5          | Mathias Frank       | Nairo Quintana          |
| 18.ª etapa | 8 de sep  | Requena – Gandía                       | etapa escarpada          | 200,6          | Magnus Cort         | Nairo Quintana          |
| 19.ª etapa | 9 de sep  | Jávea – Calpe                          | contrarreloj individual  | 37             | Chris Froome        | Nairo Quintana          |
| 20.ª etapa | 10 de sep | Benidorm – Sierra de Aitana            | etapa de montaña         | 193,2          | Pierre Latour       | Nairo Quintana          |
| 21.ª etapa | 11 de sep | Rozas de Madrid, Las – Madrid          | etapa llana              | 104,1          | Magnus Cort         | Nairo Quintana          |

## Clasificaciones

### Clasificación general
| \| Clasificación general \| Clasificación general \| Clasificación general \| Clasificación general \| Clasificación general \| \| Ciclista \| Ciclista \| Equipo \| Tiempo \| \| \| --------------------- \| ---------------------- \| ---------------------- \| --------------------- \| --------------------- \| \| 1.º \| Nairo Quintana \| Movistar Team \| 83 h 31 min 28 s \| \| \| 2.º \| Chris Froome \| Team Sky \| + 1 min 23 s \| \| \| 3.º \| Esteban Chaves \| Orica-BikeExchange \| + 4 min 08 s \| \| \| 4.º \| Alberto Contador \| Tinkoff \| + 4 min 21 s \| \| \| 5.º \| Andrew Talansky \| Cannondale-Drapac \| + 7 min 43 s \| \| \| 6.º \| Simon Yates \| Orica-BikeExchange \| + 8 min 33 s \| \| \| 7.º \| David de la Cruz \| Etixx-Quick Step \| + 11 min 18 s \| \| \| 8.º \| Dani Moreno \| Movistar Team \| + 13 min 04 s \| \| \| 9.º \| Davide Formolo \| Cannondale-Drapac \| + 13 min 17 s \| \| \| 10.º \| George Bennett \| LottoNL-Jumbo \| + 14 min 07 s \| \| \| 11.º \| Michele Scarponi \| Astana \| + 15 min 33 s \| \| \| 12.º \| Alejandro Valverde \| Movistar Team \| + 15 min 57 s \| \| \| 13.º \| Jean-Christophe Péraud \| AG2R La Mondiale \| + 18 min 22 s \| \| \| 14.º \| Ben Hermans \| BMC Racing Team \| + 19 min 10 s \| \| \| 15.º \| Yegor Silin \| Katusha \| + 22 min 05 s \| \| \| 16.º \| Maxime Monfort \| Lotto-Soudal \| + 29 min 37 s \| \| \| 17.º \| Jan Bakelants \| AG2R La Mondiale \| + 36 min 30 s \| \| \| 18.º \| Sergio Pardilla \| Caja Rural-Seguros RGA \| + 38 min 38 s \| \| \| 19.º \| Haimar Zubeldia \| Trek-Segafredo \| + 40 min 29 s \| \| \| 20.º \| Kenny Elissonde \| FDJ \| + 42 min 26 s \| \| |                        |                        |                  |
| |                        |                        |                  |
| Fuente: ProCyclingStats |                        |                        |                  |
| Clasificación general |                        |                        |                  |
| Ciclista | Ciclista               | Equipo                 | Tiempo           |
| 1.º | Nairo Quintana         | Movistar Team          | 83 h 31 min 28 s |
| 2.º | Chris Froome           | Team Sky               | + 1 min 23 s     |
| 3.º | Esteban Chaves         | Orica-BikeExchange     | + 4 min 08 s     |
| 4.º | Alberto Contador       | Tinkoff                | + 4 min 21 s     |
| 5.º | Andrew Talansky        | Cannondale-Drapac      | + 7 min 43 s     |
| 6.º | Simon Yates            | Orica-BikeExchange     | + 8 min 33 s     |
| 7.º | David de la Cruz       | Etixx-Quick Step       | + 11 min 18 s    |
| 8.º | Dani Moreno            | Movistar Team          | + 13 min 04 s    |
| 9.º | Davide Formolo         | Cannondale-Drapac      | + 13 min 17 s    |
| 10.º | George Bennett         | LottoNL-Jumbo          | + 14 min 07 s    |
| 11.º | Michele Scarponi       | Astana                 | + 15 min 33 s    |
| 12.º | Alejandro Valverde     | Movistar Team          | + 15 min 57 s    |
| 13.º | Jean-Christophe Péraud | AG2R La Mondiale       | + 18 min 22 s    |
| 14.º | Ben Hermans            | BMC Racing Team        | + 19 min 10 s    |
| 15.º | Yegor Silin            | Katusha                | + 22 min 05 s    |
| 16.º | Maxime Monfort         | Lotto-Soudal           | + 29 min 37 s    |
| 17.º | Jan Bakelants          | AG2R La Mondiale       | + 36 min 30 s    |
| 18.º | Sergio Pardilla        | Caja Rural-Seguros RGA | + 38 min 38 s    |
| 19.º | Haimar Zubeldia        | Trek-Segafredo         | + 40 min 29 s    |
| 20.º | Kenny Elissonde        | FDJ                    | + 42 min 26 s    |

### Clasificación por puntos
| Clasificación por puntos | Clasificación por puntos | Clasificación por puntos | Clasificación por puntos | Clasificación por puntos |
| Ciclista                 | Ciclista                 | Equipo                   | Puntos                   |                          |
| ------------------------ | ------------------------ | ------------------------ | ------------------------ | ------------------------ |
| 1.º                      | Fabio Felline            | Trek-Segafredo           | 100 pts                  |                          |
| 2.º                      | Nairo Quintana           | Movistar Team            | 97 pts                   |                          |
| 3.º                      | Alejandro Valverde       | Movistar Team            | 93 pts                   |                          |
| 4.º                      | Chris Froome             | Team Sky                 | 92 pts                   |                          |
| 5.º                      | Luis León Sánchez        | Astana                   | 75 pts                   |                          |
| 6.º                      | Gianni Meersman          | Etixx-Quick Step         | 73 pts                   |                          |
| 7.º                      | Simon Yates              | Orica-BikeExchange       | 56 pts                   |                          |
| 8.º                      | Alberto Contador         | Tinkoff                  | 56 pts                   |                          |
| 9.º                      | Esteban Chaves           | Orica-BikeExchange       | 54 pts                   |                          |
| 10.º                     | Daniele Bennati          | Tinkoff                  | 54 pts                   |                          |

### Clasificación de la montaña
| Clasificación de la montaña | Clasificación de la montaña | Clasificación de la montaña | Clasificación de la montaña | Clasificación de la montaña |
| Ciclista                    | Ciclista                    | Equipo                      | Puntos                      |                             |
| --------------------------- | --------------------------- | --------------------------- | --------------------------- | --------------------------- |
| 1.º                         | Omar Fraile                 | Dimension Data              | 58 pts                      |                             |
| 2.º                         | Kenny Elissonde             | FDJ                         | 57 pts                      |                             |
| 3.º                         | Robert Gesink               | LottoNL-Jumbo               | 37 pts                      |                             |
| 4.º                         | Alexandre Geniez            | FDJ                         | 28 pts                      |                             |
| 5.º                         | Nairo Quintana              | Movistar Team               | 27 pts                      |                             |
| 6.º                         | Yegor Silin                 | Katusha                     | 23 pts                      |                             |
| 7.º                         | Serguéi Lagutín             | Katusha                     | 22 pts                      |                             |
| 8.º                         | Thomas de Gendt             | Lotto-Soudal                | 19 pts                      |                             |
| 9.º                         | Gianluca Brambilla          | Etixx-Quick Step            | 18 pts                      |                             |
| 10.º                        | Luis Ángel Maté             | Cofidis, Solutions Crédits  | 18 pts                      |                             |

### Clasificación de la combinada
| Clasificación de la combinada | Clasificación de la combinada | Clasificación de la combinada | Clasificación de la combinada | Clasificación de la combinada |
| Ciclista                      | Ciclista                      | Equipo                        | Puntos                        |                               |
| ----------------------------- | ----------------------------- | ----------------------------- | ----------------------------- | ----------------------------- |
| 1.º                           | Nairo Quintana                | Movistar Team                 | 8 pts                         |                               |
| 2.º                           | Chris Froome                  | Team Sky                      | 17 pts                        |                               |
| 3.º                           | Kenny Elissonde               | FDJ                           | 34 pts                        |                               |
| 4.º                           | David de la Cruz              | Etixx-Quick Step              | 39 pts                        |                               |
| 5.º                           | Alejandro Valverde            | Movistar Team                 | 41 pts                        |                               |
| 6.º                           | Fabio Felline                 | Trek-Segafredo                | 43 pts                        |                               |
| 7.º                           | Simon Yates                   | Orica-BikeExchange            | 46 pts                        |                               |
| 8.º                           | Gianluca Brambilla            | Etixx-Quick Step              | 48 pts                        |                               |
| 9.º                           | Robert Gesink                 | LottoNL-Jumbo                 | 48 pts                        |                               |
| 10.º                          | Yegor Silin                   | Katusha                       | 49 pts                        |                               |

### Clasificación por equipos
| Clasificación por equipos | Clasificación por equipos | Clasificación por equipos | Clasificación por equipos |
| Equipo                    | Equipo                    | Tiempo                    |                           |
| ------------------------- | ------------------------- | ------------------------- | ------------------------- |
| 1.º                       | BMC Racing Team           | 249 h 48 min 23 s         |                           |
| 2.º                       | Movistar Team             | + 4 min 43 s              |                           |
| 3.º                       | Cannondale-Drapac         | + 22 min 44 s             |                           |
| 4.º                       | Katusha                   | + 35 min 19 s             |                           |
| 5.º                       | AG2R La Mondiale          | + 35 min 30 s             |                           |
| 6.º                       | Astana                    | + 56 min 22 s             |                           |
| 7.º                       | Etixx-Quick Step          | + 1 h 04 min 57 s         |                           |
| 8.º                       | IAM Cycling               | + 1 h 13 min 44 s         |                           |
| 9.º                       | Tinkoff                   | + 1 h 23 min 50 s         |                           |
| 10.º                      | Orica-BikeExchange        | + 1 h 33 min 00 s         |                           |

### Premio a la combatividad
| Pos. |  | Ciclista         | Equipo  |  |
| ---- |  | ---------------- | ------- |  |
|      |  | Alberto Contador | Tinkoff |  |

## Evolución de las clasificaciones
| Etapa                   |                          | Ganador _           | Clasificación general   | Puntos             | Montaña          | Combatividad       | Combinada               | Equipo           |
| ----------------------- | ------------------------ | ------------------- | ----------------------- | ------------------ | ---------------- | ------------------ | ----------------------- | ---------------- |
| 1.ª etapa               | contrarreloj por equipos | Sky                 | Peter Kennaugh          | no otorgado        | no otorgado      | no otorgado        | no otorgado             | Sky              |
| 2.ª etapa               | etapa llana              | Gianni Meersman     | Michał Kwiatkowski      | Gianni Meersman    | Laurent Pichon   | no otorgado        | Laurent Pichon          | Sky              |
| 3.ª etapa               | etapa de media montaña   | Alexandre Geniez    | Rubén Fernández Andújar | Alexandre Geniez   | Alexandre Geniez | Simon Pellaud      | Rubén Fernández Andújar | Movistar Team    |
| 4.ª etapa               | etapa de media montaña   | Lilian Calmejane    | Darwin Atapuma          | Alexandre Geniez   | Alexandre Geniez | Thomas de Gendt    | Darwin Atapuma          | Movistar Team    |
| 5.ª etapa               | etapa escarpada          | Gianni Meersman     | Darwin Atapuma          | Gianni Meersman    | Alexandre Geniez | Tiago Machado      | Darwin Atapuma          | BMC Racing Team  |
| 6.ª etapa               | etapa de media montaña   | Simon Yates         | Darwin Atapuma          | Gianni Meersman    | Alexandre Geniez | Omar Fraile        | Darwin Atapuma          | Movistar Team    |
| 7.ª etapa               | etapa escarpada          | Jonas Van Genechten | Darwin Atapuma          | Gianni Meersman    | Alexandre Geniez | Luis Ángel Maté    | Darwin Atapuma          | Movistar Team    |
| 8.ª etapa               | etapa de montaña         | Serguéi Lagutín     | Nairo Quintana          | Gianni Meersman    | Serguéi Lagutín  | Jhonatan Restrepo  | Alejandro Valverde      | Etixx-Quick Step |
| 9.ª etapa               | etapa de media montaña   | David de la Cruz    | David de la Cruz        | Gianni Meersman    | Thomas de Gendt  | Luis León Sánchez  | David de la Cruz        | Etixx-Quick Step |
| 10.ª etapa              | etapa de montaña         | Nairo Quintana      | Nairo Quintana          | Alejandro Valverde | Omar Fraile      | Luis Ángel Maté    | Nairo Quintana          | Movistar Team    |
| 11.ª etapa              | etapa de media montaña   | Chris Froome        | Nairo Quintana          | Alejandro Valverde | Nairo Quintana   | Tiago Machado      | Nairo Quintana          | Movistar Team    |
| 12.ª etapa              | etapa de media montaña   | Jens Keukeleire     | Nairo Quintana          | Alejandro Valverde | Nairo Quintana   | David López García | Nairo Quintana          | Movistar Team    |
| 13.ª etapa              | etapa escarpada          | Valerio Conti       | Nairo Quintana          | Alejandro Valverde | Serguéi Lagutín  | Gatis Smukulis     | Nairo Quintana          | BMC Racing Team  |
| 14.ª etapa              | etapa de montaña         | Robert Gesink       | Nairo Quintana          | Alejandro Valverde | Kenny Elissonde  | Simon Gerrans      | Nairo Quintana          | BMC Racing Team  |
| 15.ª etapa              | etapa de montaña         | Gianluca Brambilla  | Nairo Quintana          | Alejandro Valverde | Kenny Elissonde  | Alberto Contador   | Nairo Quintana          | BMC Racing Team  |
| 16.ª etapa              | etapa llana              | Jean-Pierre Drucker | Nairo Quintana          | Alejandro Valverde | Kenny Elissonde  | Luis Ángel Maté    | Nairo Quintana          | BMC Racing Team  |
| 17.ª etapa              | etapa de montaña         | Mathias Frank       | Nairo Quintana          | Alejandro Valverde | Kenny Elissonde  | Jaime Rosón        | Nairo Quintana          | BMC Racing Team  |
| 18.ª etapa              | etapa escarpada          | Magnus Cort         | Nairo Quintana          | Alejandro Valverde | Kenny Elissonde  | Fumiyuki Beppu     | Nairo Quintana          | BMC Racing Team  |
| 19.ª etapa              | contrarreloj individual  | Chris Froome        | Nairo Quintana          | Alejandro Valverde | Kenny Elissonde  | Chris Froome       | Nairo Quintana          | BMC Racing Team  |
| 20.ª etapa              | etapa de montaña         | Pierre Latour       | Nairo Quintana          | Fabio Felline      | Omar Fraile      | Luis León Sánchez  | Nairo Quintana          | BMC Racing Team  |
| 21.ª etapa              | etapa llana              | Magnus Cort         | Nairo Quintana          | Fabio Felline      | Omar Fraile      | no otorgado        | Nairo Quintana          | BMC Racing Team  |
| Clasificaciones finales | Clasificaciones finales  |                     | Nairo Quintana          | Fabio Felline      | Omar Fraile      | Alberto Contador   | Nairo Quintana          | BMC Racing Team  |

## Ciclistas participantes y posiciones finales
Convenciones:
- AB-N: Abandono en la etapa N
- FLT-N: Retiro por llegada fuera del límite de tiempo en la etapa N
- NTS-N: No tomó la salida para la etapa N
- DES-N: Descalificado o expulsado en la etapa N

## Abandonos
Durante la carrera se han producido 39 abandonos:
| Etapa | Fecha            | Recorrido                       | km    | Ciclista                   | Equipo                     | Motivos                                                        |
| 3.ª   | 22 de agosto     | Marín-Dumbría                   | 170   | Warren Barguil             | Giant-Alpecin (1)          | Sinusitis                                                      |
| 4.ª   | 23 de agosto     | Betanzos-San Andrés de Teixido  | 184,5 | Vicente Reynés             | IAM (1)                    |                                                                |
| 4.ª   | 23 de agosto     | Betanzos-San Andrés de Teixido  | 184,5 | Federico Zurlo             | Lampre-Merida (1)          |                                                                |
| 4.ª   | 23 de agosto     | Betanzos-San Andrés de Teixido  | 184,5 | Lluís Mas                  | Caja Rural-Seguros RGA (1) | Caída tras la etapa; luxación de cadera                        |
| 5.ª   | 24 de agosto     | Vivero-Lugo                     | 170   | Murilo Fischer             | FDJ (1)                    |                                                                |
| 5.ª   | 24 de agosto     | Vivero-Lugo                     | 170   | Steven Kruijswijk          | LottoNL-Jumbo (1)          | Choque contra un bolardo; caída con fractura de clavícula      |
| 5.ª   | 24 de agosto     | Vivero-Lugo                     | 170   | Robert Kiserlovski         | Tinkoff (1)                | Caída                                                          |
| 5.ª   | 24 de agosto     | Vivero-Lugo                     | 170   | Sébastien Minard           | Ag2r La Mondiale (1)       |                                                                |
| 6.ª   | 25 de agosto     | Monforte de Lemos-Ribeira Sacra | 163   | Miguel Ángel López         | Astana (1)                 | Caída en la 3.ª etapa, con varias lesiones                     |
| 7.ª   | 26 de agosto     | Maceda-Puebla de Sanabria       | 158,5 | Michał Kwiatkowski         | Sky (1)                    |                                                                |
| 7.ª   | 26 de agosto     | Maceda-Puebla de Sanabria       | 158,5 | Niccolò Bonifazio          | Trek-Segafredo (1)         |                                                                |
| 7.ª   | 26 de agosto     | Maceda-Puebla de Sanabria       | 158,5 | Rein Taaramäe              | Katusha (1)                |                                                                |
| 9.ª   | 28 de agosto     | Cistierna-Oviedo                | 165   | Tony Hurel                 | Direct Énergie (1)         |                                                                |
| 9.ª   | 28 de agosto     | Cistierna-Oviedo                | 165   | Yoann Bagot                | Cofidis (1)                |                                                                |
| 9.ª   | 28 de agosto     | Cistierna-Oviedo                | 165   | Igor Antón                 | Dimension Data (1)         | No inició la etapa por problemas estomacales                   |
| 9.ª   | 28 de agosto     | Cistierna-Oviedo                | 165   | Enrico Battaglin           | LottoNL-Jumbo (2)          |                                                                |
| 10.ª  | 29 de agosto     | Lugones-Lagos de Covadonga      | 188,7 | Kévin Réza                 | FDJ (2)                    | Caída masiva                                                   |
| 10.ª  | 29 de agosto     | Lugones-Lagos de Covadonga      | 188,7 | Markel Irizar              | Trek-Segafredo (2)         | Caída masiva                                                   |
| 10.ª  | 29 de agosto     | Lugones-Lagos de Covadonga      | 188,7 | Bartosz Huzarski           | Bora-Argon 18 (1)          | Caída masiva                                                   |
| 11.ª  | 31 de agosto     | Colunga-Peña Cabarga            | 168,6 | Simon Clarke               | Cannondale-Drapac (1)      | Caída en la 10.ª etapa; no tomó la salida                      |
| 11.ª  | 31 de agosto     | Colunga-Peña Cabarga            | 168,6 | Silvio Herklotz            | Bora-Argon 18 (2)          | Enfermedad; no tomó la salida                                  |
| 11.ª  | 31 de agosto     | Colunga-Peña Cabarga            | 168,6 | Patrick Bevin              | Cannondale-Drapac (2)      | Caída en la 10.ª etapa                                         |
| 11.ª  | 31 de agosto     | Colunga-Peña Cabarga            | 168,6 | José Gonçalves             | Caja Rural-Seguros RGA (2) |                                                                |
| 11.ª  | 31 de agosto     | Colunga-Peña Cabarga            | 168,6 | Laurent Pichon             | FDJ (3)                    |                                                                |
| 12.ª  | 1 de septiembre  | Los Corrales de Buelna-Bilbao   | 193,2 | Florian Sénéchal           | Cofidis (2)                |                                                                |
| 12.ª  | 1 de septiembre  | Los Corrales de Buelna-Bilbao   | 193,2 | Fabrice Jeandesboz         | Direct Énergie (2)         |                                                                |
| 13.ª  | 2 de septiembre  | Bilbao-Urdax                    | 213,4 | Nathan Haas                | Dimension Data (2)         | Fuera de control etapa anterior                                |
| 13.ª  | 2 de septiembre  | Bilbao-Urdax                    | 213,4 | Zico Waeytens              | Giant-Alpecin (2)          |                                                                |
| 14.ª  | 3 de septiembre  | Urdax-Col d'Aubisque            | 196,1 | Ángel Madrazo              | Caja Rural-Seguros RGA (3) |                                                                |
| 14.ª  | 3 de septiembre  | Urdax-Col d'Aubisque            | 196,1 | Kenneth Vanbilsen          | Cofidis (3)                |                                                                |
| 14.ª  | 3 de septiembre  | Urdax-Col d'Aubisque            | 196,1 | Johan Le Bon               | FDJ (4)                    |                                                                |
| 14.ª  | 3 de septiembre  | Urdax-Col d'Aubisque            | 196,1 | Davide Malacarne           | Astana (2)                 |                                                                |
| 14.ª  | 3 de septiembre  | Urdax-Col d'Aubisque            | 196,1 | Philippe Gilbert           | BMC (1)                    |                                                                |
| 15.ª  | 4 de septiembre  | Sabiñánigo-Aramón Formigal      | 118,5 | Jacques Janse van Rensburg | Dimension Data (3)         |                                                                |
| 17.ª  | 7 de septiembre  | Requena-Gandía                  | 191   | Mário Costa                | Lampre-Merida (2)          |                                                                |
| 17.ª  | 7 de septiembre  | Requena-Gandía                  | 191   | Jos van Emden              | LottoNL-Jumbo (3)          |                                                                |
| 17.ª  | 7 de septiembre  | Requena-Gandía                  | 191   | Tejay Van Garderen         | BMC (2)                    |                                                                |
| 20.ª  | 10 de septiembre | Benidorm-Sierra de Aitana       | 193,2 | Samuel Sánchez             | BMC (3)                    | No tomó la salida debido a una dura caída en la etapa anterior |
| 20.ª  | 10 de septiembre | Benidorm-Sierra de Aitana       | 193,2 | José Joaquín Rojas         | Movistar (1)               | Grave caída con fractura de tibia y peroné                     |

## UCI World Tour
La Vuelta a España otorga puntos para el UCI WorldTour 2016, para corredores de equipos en las categorías UCI ProTeam, Profesional Continental y Equipos Continentales. Las siguientes tablas son el baremo de puntuación y los ciclistas que obtuvieron puntos:
| Posición              | 1.º | 2.º | 3.º | 4.º | 5.º | 6.º | 7.º | 8.º | 9.º | 10.º | 11.º | 12.º | 13.º | 14.º | 15.º | 16.º | 17.º | 18.º | 19.º | 20.º |
| Clasificación general | 170 | 130 | 100 | 90  | 80  | 70  | 60  | 52  | 44  | 38   | 32   | 26   | 22   | 18   | 14   | 10   | 8    | 6    | 4    | 2    |
| Por etapa             | 16  | 8   | 4   | 2   | 1   |     |     |     |     |      |      |      |      |      |      |      |      |      |      |      |

| Clasificación | Clasificación    | Clasificación      | Clasificación | Clasificación | Clasificación | Clasificación |
| Posición      | Ciclista         | Equipo             | General       | Etapa         | Total         |               |
| ------------- | ---------------- | ------------------ | ------------- | ------------- | ------------- | ------------- |
| 1.º           | Nairo Quintana   | Movistar           | 170           | 32            | 202           |               |
| 2.º           | Chris Froome     | Sky                | 130           | 38            | 168           |               |
| 3.º           | Esteban Chaves   | Orica-BikeExchange | 100           | 1             | 101           |               |
| 4.º           | Alberto Contador | Tinkoff            | 90            | 1             | 91            |               |
| 5.º           | Simon Yates      | Orica-BikeExchange | 70            | 17            | 87            |               |
| 6.º           | Andrew Talansky  | Cannondale-Drapac  | 80            | -             | 80            |               |
| 7.º           | David de la Cruz | Etixx-Quick Step   | 60            | 17            | 77            |               |
| 8.º           | Dani Moreno      | Movistar           | 52            | -             | 52            |               |
| 9.º           | Davide Formolo   | Cannondale-Drapac  | 44            | -             | 44            |               |
| 10.º          | George Bennett   | LottoNL-Jumbo      | 38            | 2             | 40            |               |

Además, también otorgó puntos para el UCI World Ranking (clasificación global de todas las carreras internacionales).
| Posición              | 1.º | 2.º | 3.º | 4.º | 5.º | 6.º | 7.º | 8.º | 9.º | 10.º |
| Clasificación general | 850 | 680 | 575 | 460 | 380 | 320 | 260 | 220 | 180 | 140  |
| Por etapa             | 100 | 40  | 20  | 12  | 4   |     |     |     |     |      |
| Líder                 | 20  |     |     |     |     |     |     |     |     |      |

| Clasificación | Clasificación    | Clasificación      | Clasificación | Clasificación | Clasificación | Clasificación |
| Posición      | Ciclista         | Equipo             | General       | Etapa         | Líder         | Total         |
| ------------- | ---------------- | ------------------ | ------------- | ------------- | ------------- | ------------- |
| 1.º           | Nairo Quintana   | Movistar           | 850           | 188           | 240           | 1278          |
| 2.º           | Chris Froome     | Sky                | 680           | 252           | -             | 932           |
| 3.º           | Esteban Chaves   | Orica-BikeExchange | 575           | 8             | -             | 583           |
| 4.º           | Alberto Contador | Tinkoff            | 460           | 4             | -             | 464           |
| 5.º           | Simon Yates      | Orica-BikeExchange | 320           | 108           | -             | 428           |
| 6.º           | David de la Cruz | Etixx-Quick Step   | 260           | 104           | 20            | 384           |
| 7.º           | Andrew Talansky  | Cannondale-Drapac  | 380           | -             | -             | 380           |
| 8.º           | Gianni Meersman  | Etixx-Quick Step   | -             | 232,8         | -             | 232,8         |
| 9.º           | Dani Moreno      | Movistar           | 220           | 8             | -             | 228           |
| 10.º          | Magnus Cort      | Orica-BikeExchange | -             | 224           | -             | 224           |

## Banda sonora
La canción oficial de la Vuelta a España fue la canción El ganador de Marta Sánchez[cita requerida]